# Colobodactylus taunayi
Espèce
Colobodactylus taunayi est une espèce de sauriens de la famille des Gymnophthalmidae.

## Répartition
Cette espèce est endémique du Brésil. Elle se rencontre dans les États de Santa Catarina et de São Paulo.

## Étymologie
Cette espèce est nommée en l'honneur d'Afonso d'Escragnolle Taunay (1876–1958).

## Publication originale
- Amaral, 1933 "1932" : Estudos sobre Lacertilios neotropicos. I. Novos generos e especies de lagartos do Brasil. Memorias do Instituto Butantan, vol. 7, p. 51-75.